# Gornji Zvečaj
Gornji Zvečaj is een plaats in de gemeente Generalski Stol in de Kroatische provincie Karlovac. De plaats telt 191 inwoners (2001).